# Малые Ичалки
Малые Ичалки — деревня в Ичалковском районе Республики Мордовия России. Входит в состав Кемлянского сельского поселения.

## История
Основана в 1924 году переселенцами из села Ичалки. В 1931 году состояла из 22 дворов.

## Население
| 2002 | 2010 |
| ---- | ---- |
| 14   | ↘9   |

Национальный состав
Согласно результатам переписи 2002 года, в национальной структуре населения русские составляли 43 %, мордва − 57 %